# Història del cinema català
La història del cinema català fa referència a tot aquell tipus de cinema dirigit o produït a Catalunya, independentment de la temàtica, gènere o llengua en què aquest hagi estat rodat.
A final del segle xix, en una època d'avenços tecnològics importants a tot el món, el cinematògraf va irrompre també a Catalunya. Les fotografies, fins llavors estàtiques, van prendre vida i reproduïen la realitat en moviment així, amb l'arribada de l'invent que possibilitava la projecció es va plantar el germen de la producció cinematogràfica pròpia. El cinema català va viure un gran desenvolupament entre el 1931 i el 1936; la Segona República i la restauració de la Generalitat de Catalunya van ajudar a crear una indústria del cinema. El somni, però, es va trencar amb l'esclat de la Guerra Civil, un període tràgic marcat per la proliferació de documentals de propaganda. Un cop finalitzada la Guerra Civil, la dictadura franquista va començar a reorganitzar el cinema espanyol i català segons les seves exigències ideològiques i urgents necessitats industrials. Malgrat les restriccions de la censura i els problemes econòmics de la postguerra, el cinema català es va refer, sobretot comercialment.
La mort de Franco suposa el començament de la recuperació dels valors i institucions democràtiques a l'estat espanyol i, especialment, a Catalunya. Una realitat de la qual el cinema es fa ressò mitjançant la irrupció de noves sensibilitats creatives i polítiques. A l'octubre del 1999, al Festival de Cinema de Sitges es va presentar Mones com la Becky, de Joaquim Jordà i Núria Villazán. Amb aquesta obra, que va ser una iniciativa del Màster de Documental de la Universitat Pompeu Fabra de Barcelona, el cinema català començava una nova etapa.

## Pioners

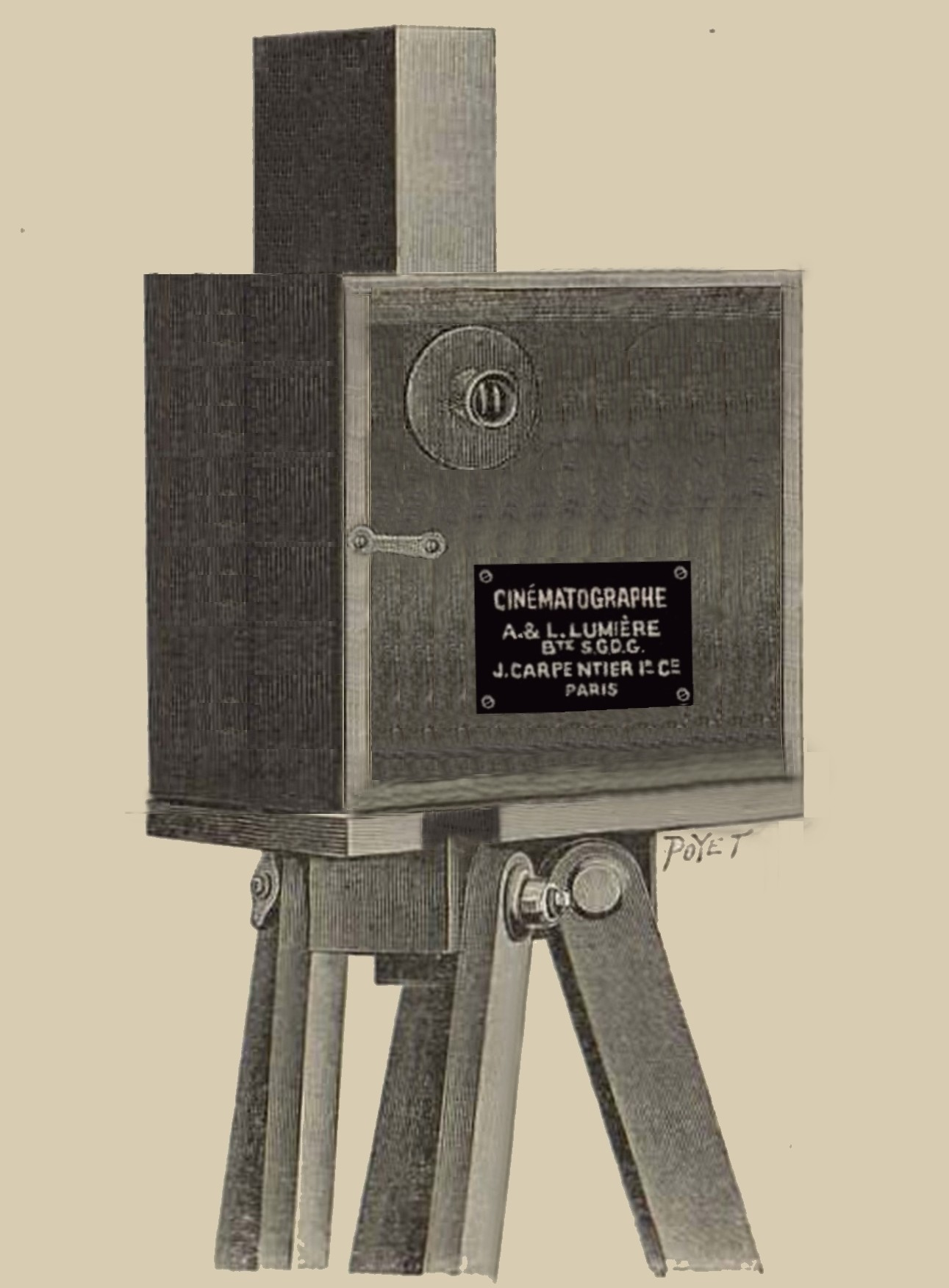
El cinematògraf Lumière en mode filmació

El cinematògraf va arribar a Catalunya el Nadal del 1896, un any després de la presentació mundial al Bulevard dels Caputxins de París. La primer projecció va arribar en mans de Jean Claude Villemagne, un operador de la casa Lumière, a l'estudi dels fotògrafs Napoleón, a la Rambla de Barcelona. A l'acte hi va assistir un petit grup de convidats escollits, molts d'ells fotògrafs, i així va succeir durant uns dies, fins que les sessions es van obrir al públic general. Poc després, el cinematògraf va circular per molts indrets dels Països Catalans de la mà dels firaires.
Les projeccions que s'oferien eren bàsicament escenes còmiques —un gènere que aviat es va convertir en el preferit del públic—, panoràmiques de ciutats i paisatges d'arreu. La gent podia conèixer món a través del cinema, a preus assequibles fins i tot per a la classe obrera que començava a créixer a Catalunya. Però, a més de ser un testimoni de la realitat, el cinema també permetia crear ficcions i, fins i tot, universos onírics. De seguida van començar a arribar pel·lícules amb argument, tant de França com d'Itàlia, Dinamarca i d'una incipient indústria que naixia amb força als Estats Units.
Entre els privilegiats assistents a aquella primera projecció a l'estudi dels Napoleón hi havia qui seria el gran primer nom de la cinematografia catalana: Fructuós Gelabert i Badiella. Fill d'ebenista, havia continuat la tradició paterna fins que un bon dia li van demanar fabricar una càmera fotogràfica. Des d'aleshores es va dedicar amb entusiasme a la fotografia i, en el moment que va sentir parlar del cinema, es va interessar pel nou aparell. Ell mateix es va construir una càmera que a poc a poc va perfeccionar.
La primera peça que va filmar, el 1897, va ser Baralla en un cafè, una escena de ficció amb argument, representada en un bar de Sants per ell i un grup d'amics. Aquesta és la primera pel·lícula de ficció, amb argument, tant de la història del cinema català com del cinema espanyol. Aquell mateix any va rodar Sortida del públic de l'església parroquial de Santa Maria de Sants i Sortida dels treballadors de l'Espanya industrial, film que inclou a més una de les primeres panoràmiques de la història del cinema.
Gelabert va presentar els seus treballs en un envelat de la Festa Major de Sants, acompanyats de films procedents dels catàlegs dels germans Lumière i de Georges Méliès, i poc després va decidir obrir un cine a les Rambles. Però les noves pel·lícules que mostraven els barris propers no van tenir bona acollida per part del públic i la sala d'exhibició es va convertir en un fracàs econòmic. Per aquest motiu va començar a treballar per encàrrec i a vendre les seves pel·lícules a altres productores. El primer que va oferir a la Pathé Frères va ser el reportatge d'actualitats Visita de la Reina Maria Cristina i Alfons XII a Barcelona, el 1898, i des d'aquell moment va començar a enviar noticiaris i altres produccions catalanes a l'estranger. Va filmar pel·lícules com Llegada de un tren a la estación del Norte de Barcelona (1898), Choque de dos trasanlánticos (1899), que incorporava trucatges, i El carnestoltes de les Rambles (1902), títols que són tan sols el principi d'una llarga i fructífera carrera de director. A més, Gelabert va ser un important perfeccionador de la tècnica, tant en la millora de l'aparell com en la creació de mitjans que permetessin el desenvolupament dels continguts cinematogràfics.
Un altre nom imprescindible dels inicis de la cinematografia catalana és Segundo de Chomón. Aquest aragonès va arribar a Barcelona el 1900 i va començar al món del cinema pintant les pel·lícules a mà, però va destacar sobretot com a creador de films fantàstics. Va aportar moltes novetats al cinema català: va introduir maquetes, animacions, trucatges, tècniques noves... I va ser el primer cineasta que va adaptar obres clàssiques: el 1903 ho va fer amb ‘Pulgarcito', de Perrault, i el 1904 amb ‘Gulliver en el país de los gigantes de Swift'.
Altres homes vinculats al camp de la fotografia també van començar a produir pel·lícules a Catalunya, com Albert Marro, que es va especialitzar en films documentals. Ricard de Baños va intentar fer films sonors, enregistrant per una banda la imatge i per una altra, amb els discs de gramòfon, el so, i va muntar a Barcelona la productora Hispano Films. Baltasar Abadal, a més de difondre el cinematògraf per les comarques de Catalunya com a firaire, va començar a distribuir pel país les noves pel·lícules de productores estrangeres i va produir films com La nevada del divendres o Can Torra del Forn, que recollien l'actualitat de ciutats com Manresa.
L'any 1907 es va començar a fer a Catalunya un tipus de cinema que es va anomenar 'Film d'art'. Es tractava d'adaptacions cinematogràfiques de grans clàssics de la literatura i del teatre català, un tipus de cine que volia ser de qualitat i que es va desenvolupar sobretot del 1908 al 1910. Fructuós Gelabert va filmar la primera pel·lícula d'aquestes característiques, Terra baixa (1907), basada en el text d'Àngel Guimerà, interpretada per actors que procedien del Teatre Romea i rodada en localitzacions exteriors de diversos punts de la geografia catalana. L'any 1908, Gelabert va adaptar Maria Rosa, també de Guimerà, però en aquesta ocasió va encarregar la direcció dramàtica a Joan Maria Codina. Va inaugurar així una nova relació dels actors catalans amb el cinema. En aquest tipus de produccions van participar noms il·lustres del teatre català, com Margarida Xirgu o Adrià Gual.
D'aquesta època també han quedat com a llegat produccions importants per l'anàlisi de la història, com Los sucesos de Barcelona (1909), de Josep Gaspar i Serra, rodada durant la Setmana Tràgica, o La huelga general de agosto en Barcelona (1917), de Cabot Films, filmada probablement per Gelabert durant la vaga general del 13 al 20 d'agost de 1917. I del 1926 es conserva Gent i paisatge de Catalunya, un documental del director Joan Gaspar, amb escenaris tan emblemàtics com la terrassa de l'hotel Colom o l'Ateneu Barcelonès, que retrata personalitats importants de la vida cultural catalana del moment, com el pintor Salvador Dalí, el dramaturg Josep M. de Sagarra, el novel·lista Folch i Torres o l'escultor Josep Llimona i Bruguera.
Fins a la dècada del 1920, la cinematografia catalana va viure un moment daurat. Malauradament, no es conserven tots els films que es van produir en aquesta època, ja que l'alta capacitat inflamable dels cel·luloides on s'enregistraven les pel·lícules va provocar nombrosos incendis i grans pèrdues.

## Cinema de la República
A principi de la dècada del 1930, el context polític va ser favorable perquè el cinema català pogués créixer i desenvolupar-se: havia caigut la dictadura de Primo de Rivera i la monarquia d'Alfons XIII i començava un període de més llibertat. Malgrat tot, el terreny no era prou madur. Es van haver de superar moltes dificultats per implantar una indústria d'entreteniment amb pel·lícules que tractaven temes semblants als de la cinematografia estatal. Les conseqüències del crac del 29 van ser terribles. A més, el setè art tingué una dificultat tècnica afegida: el pas del cinema mut al sonor. La primera comèdia del cine sonor català fou Mercedes rodada l'any 1932, dirigida per Josep Maria Castellví i interpretada per Josep Santpere i Pei i que inclogué fragments en català.
La tercera productora més important de l'estat (les líders eren CIFESA i Estudios CEA) era de Barcelona. Fundada el 1931, Orphea Films va instal·lar els estudis el 1932 al Palau de la Química de Montjuïc. Eren els primers equipaments que permetien la realització de cinema sonor a Espanya. Una novetat que va atreure directors de Madrid com Benito Perrojo, director d'El hombre que se reía del amor (1933), o José Buchs, que va sonoritzar i refer Carceleras (original del 1922). Aquesta versió sonora de Buchs es va convertir en el primer film parlat, i també cantat, en castellà.
Tot i alguns precedents on es podia sentir parlar o cantar en català, El Cafè de la Marina, única realització de Domènec Pruna, es va presentar com la primera pel·lícula en català. Rodada en exteriors al Port de la Selva i enregistrada amb so directe, aquesta gran producció d'Orphea Films, basada en l'obra de Josep Maria de Sagarra, es va estrenar amb molta pompa i amb la presència de les autoritats al cine Urquinaona el 23 de març de 1934. No obstant això, va durar molt poc en cartellera i es va saldar amb un fracàs comercial.
El desengany d'El Cafè de la Marina va fer que els inversors no arrisquessin més en un cinema amb consciència nacional, tot i que la producció va continuar a bon ritme. Només a Barcelona hi havia 116 sales de cine. A més, Orphea Films no era l'única productora que plantava cara a l'omnipotent cinema estranger. Els estudis acollien infinitat de productores com Exclusivas Diana, Ulargui Films, Exclusivas E. Huet, Ibérica Films, Selecciones Capitolio, Barcelona-Film i moltes altres. L'activitat a Montjuïc era continua.
Orphea va ser pionera en molts altres aspectes. Per exemple, va produir el primer film sonor a tot l'estat espanyol dirigit per una dona, El gato montés (1935), de Rosario Pi. Amb les aportacions del cinema amateur i el cineclubisme, l'interès pel cinema s'estenia per tota la societat.
El Govern de Catalunya també va voler contribuir al creixement de la indústria cinematogràfica. El conseller de Cultura del Govern republicà, Ventura Gassol, va impulsar un Comitè de Cinema amb l'objectiu de difondre'l a tot el país. Es va projectar una Escola de Cinema i es va endegar un curs pioner de cinema amb Guillem Díaz-Plaja a la Universitat de Barcelona: Una cultura del cinema. Introducció a una estètica del film (1931). L'esforç institucional va sintonitzar amb les iniciatives privades i dibuixava un horitzó optimista per a l'aparició d'un cinema autòcton allunyat de l'espanyol (anomenat cinema de pandereta), però la Guerra Civil ho va estroncar.
Quan va esclatar el conflicte bèl·lic, el cinema es va mobilitzar, sobretot al bàndol republicà; es feren 360 títols republicans i 90 de nacionals. Així es va passar d'un cinema de pur entreteniment a la producció de noticiaris i documentals de propaganda. L'objectiu era aixecar la moral del poble i alertar les potències estrangeres sobre el drama sagnant que es vivia a aquest costat dels Pirineus. Si abans de la guerra el cinema republicà va ser una evasió sense connexió amb l'actualitat, amb els primers trets les càmeres es van girar cap a la realitat, una realitat passada pel filtre de les diverses tendències polítiques.
Des del principi dels combats, el cinema català va estar dominat per la CNT-FAI, que també va voler col·lectivitzar el món del cinema. A partir d'aquell moment, tots els membres de l'equip de qualsevol producció del Sindicat de la Industria de l'Espectacle Films (SIE Films) a Catalunya, com de Spartacus a Madrid, cobraven el mateix. Es tractava sobretot de documentals impactants com Reportaje del movimiento revolucionario en Barcelona de Mateo Santos, el primer d'una sèrie, gravat als carrers de la ciutat entre el 19 i el 24 de juliol de 1936, un moment d'especial agitació revolucionària. També es van realitzar ficcions dignes d'interès com Aurora d'esperança, d'Antonio Sau (1937), un film emblemàtic de l'època considerat el primer intent de fer cinema social, o Barrios bajos, de Pedro Puche (1937), que prefigurava el neorealisme i va tenir èxit per les seves escenes pujades de to, inusitades per a l'època.
Amb el declivi de la producció anarquista arran dels enfrontaments amb el govern de la Generalitat, al maig del 1937, va adquirir més rellevància Laia Films, productora de la mateixa Generalitat, creada per Jaume Miravitlles i dirigida per Joan Castanyer, que reunia professionals independentment de la seva filiació política. Entre ells, destacaven Ramon Biadiu, que des de feia anys realitzava documentals amb ambicions artístiques i no merament informatives –va debutar amb l'estudi El Port. Impressió matinal (1932)–, o el cenetista Félix Marquet, veterà de la SIE i autor del llibre Per un cinema de guerra, que no dubtava gens ni mica a l'hora d'arriscar la vida al front pel bé del noticiari. Segons el mateix Biadiu, la falta de maduresa professional de Marquet era compensada amb escreix per la seva valentia.
Laia Films es va fer un nom amb el seu noticiari setmanal España al día, que durava 10 minuts i es produïa en dues versions (l'espanyola va ser editada per la firma comunista Film Popular a partir del març del 1937). Paral·lelament, Laia Films també produïa documentals més llargs que cobrien totes les manifestacions culturals per donar sensació de normalitat a la rereguarda. Entre les seves últimes produccions, hi destaca el documental Catalunya màrtir (1938).

## Cinema de la Postguerra
Des del principi de la dècada de 1940, el franquisme, especialment obsessionat per temes morals, polítics i religiosos, va establir un ferri codi de censura. La comissió del Departamento de Cinematografía del Servicio Nacional de Propaganda del Ministeri de l'Interior i, posteriorment, la Junta Superior de Censura, eren les encarregades de revisar obligatòriament tota mena de films, espanyols i estrangers.
A més, una de les normes essencials en l'activació industrial del cinema de la postguerra va ser l'obligatorietat de filmar totes les pel·lícules espanyoles en castellà —«els dialectes regionals» van ser suprimits de qualsevol representació fílmica— i el doblatge forçós de les produccions estrangeres. La norma volia, d'aquesta manera, «salvaguardar els valors sobreentesos de la llengua espanyola». Però, en realitat, es tractava d'un estratagema per crear una competència poc equitativa entre el cinema nacional i el forà. El proteccionisme del règim va ser evident quan el 1941 es va establir l'Orden de los Créditos Sindicales, per tal d'afavorir amb subvencions directes fins al 40% del cost de producció d'aquelles pel·lícules d'interès "especial", i poc després, una altra ordre ministerial fixava unes quotes de pantalla: una setmana de cinema espanyol per cada cinc d'estranger.
A Catalunya, les productores havien d'eludir les traves del Govern de Madrid, com els permisos de rodatge i l'adjudicació de recursos: rebien el 25% dels premis concedits per l'estat i menys d'una quarta part de la protecció assignada a la producció nacional. El 1944, davant de les cinquanta-cinc productores ubicades a Madrid, a Barcelona n'existien divuit. El cine barceloní es preocupava per la comercialitat i l'amortització econòmica de les seves produccions: podria definir-se com ‘funcional'. Això va permetre l'aparició de nous cineastes, com Manuel Blay, Joan Fortuny, Francesc Gibert, Pere Pujades, Ramon Quadreny, Gonzalo Pardo, Fèlix de Pomés, Armand Seville o Alejandro Ulloa i la consolidació d'un cinema negre molt proper a l'esperit del seu homòleg nord-americà, amb títols com Apartado de correos 1001 (Julio Salvador, 1951), El cerco (Miguel Iglesias Bonns, 1955), Manos sucias (José Antonio de la Loma, 1956), Distrito quinto (Julio Coll, 1957) o A sangre fría (Juan Bosch, 1958), que demostren una gran cura pels elements formals i socials, barrejats amb una clara consciència ‘d'autor'.
D'altra banda, és remarcable que les grans distribuïdores de Hollywood tenien la seu central a Barcelona. Per exhibir pel·lícules estrangeres, les distribuïdores necessitaven uns permisos d'importació i doblatge que l'administració concedia en proporció al material de fabricació nacional comercialitzat.

### Emisora Fils - I.F.I.
Cal destacar, en aquesta recuperació del cinema a Catalunya, el paper d'Ignacio F. Iquino, productor, guionista i realitzador independent amb empresa pròpia, I.F.I. Abans, però, Iquino va dirigir Emisora Films, estudi que va fundar el 1934 i que va ressuscitar deu anys després amb l'ajut econòmic del seu cunyat, l'empresari Francisco Ariza. Emisora Films, inspirant-se en els grans estudis nord-americans, va freqüentar el cinema de gènere —comèdia, històric, ‘thriller'…—, sostingut per un petit ‘star system' local i donant feina a tècnics i estudis com Orphea, Diagonal (antics estudis Lepanto) i Kinefon, així com als laboratoris Cinefoto.
Arran d'uns problemes de tipus personal amb el seu soci, Iquino va deixar Emisora Films el 1948, després de dirigir 16 llargmetratges i d'exercir de productor executiu en 28 títols més. Al capdavant d'I.F.I., que va funcionar des del 1950 fins al 1982, Iquino va produir 102 llargmetratges (48 dels quals dirigits per ell mateix) i 33 curts (Iquino en va signar 3) i va atrevir-se, fins i tot, a rodar la primera pel·lícula en català des de la República, El Judes (1952), que no van deixar estrenar. Lliurat des del 1962 a un cinema sense ajudes ni subvencions oficials, el cineasta va abonar-se a tots els gèneres i tendències que funcionaven comercialment —‘thrillers', ‘westerns', ‘sexy comedies', etc.. Als seus estudis del Paral·lel van rodar-se, a banda d'això, més d'una seixantena de llargmetratges d'altres productors i I.F.I. va distribuir més de vuitanta llargmetratges en exclusiva de la 20th Century Fox. La seva importància dins de la indústria del cinema espanyol és indiscutible. Durant la seva existència, I.F.I. va produir el 3,14% dels films nacionals i el 13,70% dels rodats a Catalunya.
Gràcies a l'impuls industrial d'Emisora Films primer i, sobretot, d'I.F.I., Barcelona produeix el 25% del cinema espanyol. Això fa que es provi de fer una molt tímida obertura lingüística amb títols com La ferida lluminosa (‘La herida luminosa', Tulio Demicheli, 1956), basada en un text de Josep Maria de Sagarra, i Verd madur (‘Siega verde', Rafael Gil, 1960), segons el melodrama rural de Josep Virós, films on la literatura catalana és present i que preveien l'estrena en doble versió, catalana i castellana, un fet que no es va produir fins al 1967. El film Maria Rosa (Armando Moreno, 1965), que adapta una peça teatral d'Àngel Guimerà, és el primer film rodat i estrenat en català.

### Estudis Balcázar SA
No menys important va ser la irrupció en el panorama cinematogràfic català dels Estudis Balcázar SA, creats el 1964 a Esplugues de Llobregat per una coneguda família dedicada al negoci pelleter: els Balcázar. Aquesta família va aprofitar l'experiència comercial acumulada –el 1951 el patriarca de la família, Alfonso Balcázar, havia fundat Producciones Cinematográficas Balcázar– i el bon moment de les coproduccions, per donar sortida a la demanda espanyola i italiana dels anomenats ‘spaghetti westerns'.
El decorat es va construir al costat de l'autopista i del cementiri municipal d'Esplugues, entre els carrers de la Riereta i Andreu Amat. Aquest poblet cinematogràfic va allotjar el rodatge d'unes 70 pel·lícules al llarg de gairebé nou anys, la primera de les quals va ser Pistoleros de Arizona (Alfonso Balcázar, 1964) i l'última, Hijos de pocos y deshonestos padres le llamaban Calamidad (Alfonso Balcázar, 1973). La majoria dels títols van ser coproduccions amb Itàlia, tot i que també se'n van fer amb Alemanya i altres països, interessats a filmar a Espanya pels baixos costos de producció.
En mig d'aquest efervescent ambient "paneuropeu", prospera l'agosarada iniciativa artística i comercial d'Antonio Isasi-Isasmendi, cineasta format al costat d'Iquino com a muntador i guionista entre el 1947 i el 1954. Isasi va actualitzar la fórmula del seu mestre a La máscara de Scaramouche (1963), Estambul 65 (1965) o Las Vegas, 500 millones (1968), costoses produccions que ell mateix va escriure, produir i dirigir amb estrelles internacionals —Gérard Barray, Horst Buchholz, Sylva Koscina, Gary Lockwood, Elke Sommer, Lee J. Cobb, Jack Palance…— i exhibides arreu del món. Per exemple, Estambul 65 va ser distribuïda per Columbia, i Las Vegas 500 millones, per Warner Bros. Isasi va obtenir un gran èxit de taquilla, a més d'importants premis tècnics i crítics.

### Escola de Barcelona
A mitjan anys seixanta, un grup de cineastes i intel·lectuals barcelonins que pertanyien, la majoria, a la burgesia catalana, va decidir fer un cinema diferent al de Madrid. Influïts per la "nouvelle vague" a França i pel "free cinema" anglès, les pel·lícules de l'Escola de Barcelona s'apropaven més a l'avantguardisme que no pas al cinema clàssic convencional.
Entre els integrants hi trobem Ricardo Muñoz Suay, Vicente Aranda, Jacint Esteve, Joaquim Jordà, entre d'altres. Es buscaven personatges i situacions alienes a les que es rodaven a la resta d'Espanya, intel·lectualitzant-ne els arguments fins a nivells gairebé experimentals i amb un marcat to antifranquista.
Les pel·lícules més emblemàtiques d'aquest moviment són: Dante no es únicamente severo (Jacint Esteva i Joaquim Jordà, 1967), Biotaxia (José Maria Nunes, 1967), Fata Morgana (Vicente Aranda, 1966), Cada vez que... (Carlos Durán, 1967), Nocturno 29 (Pere Portabella, 1968), Las crueles i El cadáver exquisito (Vicente Aranda, 1969) i, finalment, Ditirambo (1967), El extraño caso del Doctor Fausto (1969) i Aoom (1970), les tres de Gonzalo Suárez. Cal destacar que les muses d'aquests directors van ser tres models de gran bellesa: Serena Vergano, Romy i Teresa Gimpera.
L'Escola de Barcelona es va començar a disgregar a començament del 1970, arran del fracàs comercial de totes aquestes pel·lícules, incompreses pel gran públic i sense el suport de les minories més cinèfiles.

## Cinema de la Transició
La mort de Franco, al novembre del 1975, suposa el començament de la recuperació dels valors i institucions democràtiques a l'estat espanyol i, especialment, a Catalunya. Una realitat de la qual el cinema es fa ressò mitjançant la irrupció de noves sensibilitats creatives i polítiques.
La revifalla del cinema català és marcat per una sèrie d'esdeveniments jurídics i polítics de notable transcendència per al restabliment de la democràcia a l'estat espanyol. Per una banda, la derogació al novembre del 1977 de l'antic "Código de Censura Cinematográfica", aprovat només dos anys abans, el 19 de febrer de 1975. Per l'altra, la ratificació per referèndum, el desembre de 1978, de la Constitució espanyola. I finalment la represa de l'Estatut d'Autonomia de Catalunya de 1979.
Paral·lelament, el cinema català començava a lluitar en tres fronts fonamentals a fi d'establir la seva personalitat artística: el dret a expressar-se en una llengua pròpia, el català, majoritàriament compresa i parlada pels habitants del Principat, però sovint rebutjada per motius comercials –fet que desmentirien l'estrena en català de films com L'home elefant (‘The Elephant Man'. David Lynch, 1980) o Excalibur (John Boorman, 1981)–; la revifalla de certa infraestructura industrial, existent als anys cinquanta i seixanta; i la recuperació de la memòria històrica, d'un orgull nacional reprimit durant el franquisme.
A més a més, es va encetar un debat sobre què havia de ser el cinema català, debat que va culminar en el transcurs del Congrés de Cultura Catalana celebrat a Barcelona el 8 de desembre de 1976, on van sorgir dues opcions enfrontades: els que creien que només ho era el cinema parlat en català –i amb temes "catalans"– i els que creien que també ho era el cinema produït a Catalunya –independentment de la temàtica o gènere, i fins i tot de l'idioma (anglès, castellà) per tal d'afavorir la seva supervivència industrial. Una controvèrsia que, establert el Servei de Cinematografia de la Generalitat de Catalunya, va quedar provisionalment liquidada amb la potenciació de la normalització lingüística per sobre de la creació d'una indústria digna de considerar-se com a tal. D'aquí que les vies de finançament d'aquest cinema siguin bàsicament públiques, gràcies a les televisions –TVE i, des del gener del 1984, TV3–, i a les subvencions de l'Institut del Cinema Català, amb la presència de productors petits i mitjans que busquen la immediata rendibilitat de les seves pel·lícules.
Això fa que el cinema català no faci ostentació d'una unitat de criteris artístics, gèneres o estils. D'entrada, hi ha una certa urgència per retrobar-se amb la història del país, per mitjà de films com La ciutat cremada (Antoni Ribas, 1976), La verdad sobre el caso Savolta (Antonio Drove, 1979) o La plaça del Diamant (Francesc Betriu, 1981). Si el film de Ribas narra l'agitació social i política viscudes a Barcelona des de la desfeta de Cuba fins a la Setmana Tràgica, és a dir, del 1899 al 1909, a través de les vivències d'una família barcelonina, el de Drove –adaptació de la novel·la d'Eduardo Mendoza– la complementa tot centrant-se en les revoltes obreres del 1918 en les quals la burgesia exerceix el seu poder utilitzant la violència –contractaven assassins a sou–, mentre que la pel·lícula de Betriu va prolongar aquest curiós retrat històric amb la portada a la pantalla d'una altra novel·la, aquesta de Mercè Rodoreda, que explicava la proclamació de la República, l'esclat de la Guerra Civil i el dia a dia durant la dictadura, mitjançant la història de Natàlia, una jove com d'altres de l'època, que accepta sense rondinar tot allò que la vida li imposa.
Després vindran documentals com La Nova Cançó (Francesc Bellmunt, 1976) o Ocaña, retrat intermitent (Ventura Pons, 1978), amb el desig d'analitzar successos culturals més recents, juntament amb l'evocació espectral del franquisme i la fi de la República a Les llargues vacances del 36 (Jaime Camino, 1976), Raça, l'esperit de Franco (Gonzalo Herralde, 1977), La vieja memoria (Jaime Camino, 1978) i Companys, procés a Catalunya (Josep Maria Forn, 1979).
No tot el cinema català, però, és manifestament polític. El trencament de tabús sexuals, per exemple, configura una "estètica de la resistència" –per citar el dramaturg Peter Weiss– conjugada amb una mirada d'autor que oscil·la entre el que és lúdic i el que és pervers. És el cas de L'orgia (Francesc Bellmunt 1978), on podem veure Juanjo Puigcorbé circulant pel passeig de Gràcia en moto completament despullat, i Bilbao (Bigas Luna, 1978), on un psicòpata interpretat per Àngel Jové, obsessionat per Bilbao (Isabel Pisano), una ballarina de striptease que es prostitueix, la sotmet als seus retorçats jocs eròtics.
Els gèneres també suposen una alenada d'aire fresc enmig del cinema literari de qualitat –L'obscura història de la cosina Montse (Jordi Cadena, 1978), Bearn o la casa de les nines (Jaime Chávarri, 1983)–, com demostren els casos de la comèdia i el thriller. Buscant un equivalent a la comèdia madrilenya de Trueba o Colomo, títols com El vicari d'Olot (Ventura Pons, 1981) o El feixista, la pura i el merder de l'escultura (Joaquim Coll Espona, 1983), exploten de manera grotesca, esbojarrada, certs elements costumistes.
Més vitalitat té, en canvi, el "thriller", amb propostes que recuperen parcialment l'esperit del cinema negre barceloní dels anys 1950, com Putapela (Jordi Bayona, 1981), Barcelona Sud (Jordi Cadena, 1981) i el díptic Adela (1987) i L'amor és estrany (1988), ambdues dirigides per Carles Balagué.
Més singular resulta, dins d'aquesta tendència, la proliferació de pel·lícules al voltant de quinquis i delinqüents comuns sorgits dels barris marginals de Barcelona, engegades amb clares intencions sensacionalistes per José Antonio de la Loma, director, guionista i productor. Perros callejeros (1977), Perros callejeros II (1979), Los últimos golpes de El Torete (1980), Perras callejeras (1985) o Yo, el Vaquilla (1985) es fan ressò del problema de la seguretat ciutadana a la Transició, amb una soterrada crítica cap a polítics, policies o jutges, però sense cap mena de rigor o reflexió. Únicament conta una estereotipada i innecessària glorificació del delinqüent com a víctima de la societat.

## Cinema contemporani
A l'octubre del 1999, a Sitges es va presentar Mones com la Becky, de Joaquim Jordà i Núria Villazán. Amb aquesta obra, que va ser una iniciativa del Màster de Documental de la Universitat Pompeu Fabra de Barcelona, el cinema català començava una nova etapa.
La projecció de Mones com la Becky, produïda per Josep Anton Pérez Giner, al Festival de Sitges del 1999, va ser l'inici d'un seguit de canvis importants en la concepció de tot allò que fins a aquell moment es considerava cinema català. Per primera vegada, un llargmetratge, promogut des d'una institució universitària, accedia a un festival. La iniciativa, a més, va convertir el documental en el punt de partida de noves formes d'experimentació que la ficció havia bloquejat. La figura de Joaquim Jordà era el punt de contacte amb l'Escola de Barcelona i recordava que l'experimentació a Catalunya tenia una tradició preexistent. Mones com la Becky va ser l'obra fundacional d'una nova tendència del cinema català, que posava en crisi la idea que, només a partir d'uns sòlids valors industrials, pot dur-se a terme un cinema de qualitat. Als marges, havia nascut una nova tendència, que reivindicava noves escriptures i proposava la necessitat d'un relleu generacional.
En tota anàlisi dels camins més rellevants que ha seguit el cinema produït a Catalunya des dels noranta fins avui, s'ha de col·locar el documental al centre del debat. El Màster de Documental de la Universitat Pompeu Fabra, dirigit per Jordi Balló, va contactar amb alguns autors fonamentals per formar nous realitzadors i preparar un relleu. La figura clau d'aquest procés va ser Joaquim Jordà que, fins al moment de la seva mort, al juny del 2006, va realitzar De nens (2003), Veinte años no es nada (2004) i Més enllà del mirall (2003) i va estimular el camí d'una nova generació de cineastes com Isaki Lacuesta – La leyenda del tiempo (2006) i Los condenados (2009)–, Ariadna Pujol – Aiguaviva (2004)–, Carla Subirana – Nedar (2008)– o Pere Vilà – Pas a nivell (2007)–. L'altra figura clau va ser José Luis Guerin, que va rodar En construcció (2000) i, posteriorment dins del territori de la ficció, En la ciudad de Silvia (2009). La muntadora de Guerin, Mercedes Álvarez, va passar a dirigir El cielo gira, premiada al Festival de Rotterdam. En tots aquests casos, la renovació dels tècnics que treballen a les produccions ha anat acompanyada d'una renovació cinèfila i d'un desig d'inserir el cinema dins els paràmetres d'una modernitat que no s'havia acabat d'entendre durant les dècades anteriors. La bona acollida de la proposta documental ha fet que sorgissin altres experiències que han consolidat la posició d'aquesta forma d'escriptura. Les més significatives serien Balseros (2002), de Carles Bosch i Arisó i Josep M. Domènech, o Garbo, l'espia (2009), d'Edmon Roch.
De forma paral·lela al desenvolupament del documental també s'ha consolidat, al territori de la ficció, un cinema d'autor que ha rebut elogis per part de la premsa estrangera. Marc Recha, Jaime Rosales i Albert Serra han aconseguit que les seves pel·lícules estiguin al Festival de Canes i que esdevinguin obres de referència en festivals d'arreu del món. Recha va col·locar Pau i el seu germà (2001) a la secció oficial i Les mans buides (2003) a Un Certain Regard del Festival de Canes, mentre que les seves altres dos pel·lícules, Dies d'agost (2006) o Petit indi (2009), anaven a concurs a Locarno. Jaime Rosales va presentar a Canes Les hores del dia (2004) i La soledat (2007). La gran sorpresa, però, del nou cinema català ha estat Albert Serra, que ha triomfat a Canes amb Honor de cavalleria (2006) i El cant dels ocells (2008), però també ha aconseguit que les millors revistes del món com Cahiers du cinéma o Film Comment el situessin entre els vint directors revelació de la primera dècada del segle XXI. Serra ha creat un model de cinema que parteix de les velles tradicions ancestrals i de la tradició amateur per crear una peculiar poètica de la representació, que altera les normes preexistents. El ressò d'aquest cinema d'autor està acompanyat pel retorn d'una altra figura clau en la tradició avantguardista catalana, Pere Portabella, que va presentar El silenci abans de Bach (2007) al Festival de Venècia.
El documental i el cinema d'autor no han estat els únics fenòmens que han aixecat un cert interès dins la comunitat cinèfila. El cinema de terror també ha despertat expectatives. El fet que Catalunya sigui la seu d'un dels millors festivals de cinema fantàstic ha generat que una generació d'espectadors educats en les programacions de Sitges renovessin el cinema de terror i aconseguissin despertar un cert interès al mercat americà. Jaume Balagueró va presentar significativament Els sense nom (1999) al mateix Festival de Sitges que Mones com la Becky. Des d'aleshores s'ha obert camí amb produccions amb anglès com Darkness (2002) i ha sorprès els més incrèduls amb una pel·lícula de zombis, rodada com si fos un reality show televisiu, REC (2007) –codirigida amb Paco Plaza i que tindria un 'remake' americà i una seqüela–. El terror català ha generat altres títols amb èxit internacional com L'orfenat (2007), de Juan Antonio Bayona.
Malgrat que l'impacte que ha tingut el cinema català contemporani ha vingut des de territoris fronterers –documental d'autor i cinema de terror–, també s'ha produït una renovació al cinema industrial. El factor més important ha estat la consolidació d'una ambiciosa indústria com Mediapro, de la qual també han sorgit obres com Salvador (2006), de Manuel Huerga, o Mapa dels sons de Tòquio (2009), d'Isabel Coixet, seleccionades a Canes. Dins un cinema de qualitat de to mitjà, que ha assolit també la seva projecció, cal esmentar la figura de Cesc Gay amb Krámpack (2000) o Ficció (2006), així com la trajectòria que ha obtingut Tres dies amb la família (2009), de Mar Coll, un psicodrama sobre els fantasmes de la família burgesa catalana. La projecció internacional que han aconseguit el cinema català durant els primers anys del segle XXI és un fenomen nou. Mai el cinema fet a Catalunya, ni als anys daurats de l'Escola de Barcelona, havia estat elogiat per la crítica especialitzada d'arreu del món.